# مون کیونگ-اون
مون کیونگ-اون (انگلیسی: Moon Kyung-eun؛ زادهٔ ۲۷ اوت ۱۹۷۱) بازیکن سابق و مربی بسکتبال اهل کره جنوبی است.
وی در مسابقات کشوری و بین‌المللی در مجموع برندهٔ ۲ مدال طلا، ۲ مدال نقره، ۱ مدال برنز شده‌است.